# Années 1810
Les années 1810 couvrent la période entre 1810 et 1819.

## Événements
- 1804-1815 : Premier Empire en Europe[1].
- 1810-1826 : guerres d'indépendance hispano-américaines[2] ; les vice-royautés de Nouvelle-Espagne, Nouvelle-Grenade, du Pérou et de la Plata sont ravagées par la lutte entre les loyalistes et les libérateurs, partisans de l’indépendance[3].
- 1811 : apparition en anglais du mot tourism, signifiant la pratique du voyage par plaisir[4]. Il est tiré de l’expression « le Grand Tour », voyage initiatique effectué par des jeunes gens — et très rarement des jeunes filles[5] — des plus hautes classes (notamment l'aristocratie) de la société britannique mais aussi allemande, française, néerlandaise, polonaise, scandinave et plus tardivement russe. Il s'effectue à travers l'Europe, avec comme principales destinations : l'Italie, et aussi la France, les Pays-Bas, l'Allemagne, la Suisse et parfois la Grèce et le Proche-Orient.
- 1811-1812 : mouvement des luddistes contre la mécanisation au Royaume-Uni[6]
- 1811-1819 : quatrième (1811-1812) et cinquième (1818-1819) guerres cafres entre colons européens et Xhosa en Afrique du Sud[7].
- 1812 : guerre anglo-américaine[7].
- 1812-1814 : guerre de la Sixième Coalition ; campagne de Russie (1812) ; campagne d'Allemagne (1813) ; campagne de France (1814)[1].
- 1812-1818 : épidémie de peste dans l'Empire ottoman[8].
- 1813 : 
  - traité de Golestan ; fin de la première guerre russo-persane[9].
  - répression du premier soulèvement serbe[10].
- 1813-1818 : les forces armées de Méhémet Ali entreprennent la reconquête des villes saintes de l’Islam, La Mecque et Médine sur les wahhabites au nom du sultan ottoman.
- 1814-1815 : première Restauration en France[1].
- 1815 :
  - éruption volcanique du volcan Tambora ; elle provoque une année sans été (1816).
  - Cent-Jours. guerre de la Septième Coalition[7] ; fin des guerres de l'Empire après la bataille de Waterloo ; seconde Restauration en France[1].
- 1815-1816 : le congrès de Vienne rétablit l'équilibre des puissances en Europe ; création de la Confédération germanique.
- 1815-1817 : second soulèvement serbe contre les Ottomans[10] ; autonomie de la Serbie sous la garantie de la Russie[11].
- 1816 : René Laennec invente le stéthoscope[12].
- 1816-1818 : création du royaume zoulou par Chaka[13].
- 1817 : création du royaume de Madagascar[7].
- 1817-1818 :
  - troisième guerre anglo-marathe[7]. Chute de l’Empire marathe : les Britanniques contrôlent toute l’Inde.
  - première guerre séminole[14].
- 1818 : création de l'empire peul du Macina par Sékou Amadou (1818–1862)[15].
- Les Mangbetus, qui seraient originaires de la région du lac Albert, après avoir migré pendant plusieurs décennies, se fixent dans la région du haut Congo, au sud de l’Uele[16].

## Personnages significatifs
- Afrique :
  - Chaka
  - Mohammed Bello
  - Radama Ier
  - Sékou Amadou
  - Usman dan Fodio
- Amérique latine : 
  - Simón Bolívar
- Etats-Unis d'Amérique :
  - James Madison
  - James Monroe
- Empire perse :
  - Fath Ali Chah Qadjar
- Empire moghol :
  - Muhammad Akbar Shâh
  - Ranjît Singh
- Empire chinois :
  - Jiaqing

### Europe
- Empire français :
  - Napoléon Ier
  - Marie-Louise d'Autriche
  - Napoléon II
  - Pauline Bonaparte
  - Joachim Murat
  - Louis Nicolas Davout
  - Michel Ney
  - Jean-de-Dieu Soult
- Royaume de France :
  - Louis XVIII
  - Charles-Maurice de Talleyrand-Périgord
  - Charles-Philippe de France
  - Joseph Fouché
  - François-René de Chateaubriand
  - Germaine de Staël
- Royaume d'Espagne :
  - Joseph Bonaparte
  - Ferdinand VII
- Royaume-Uni :
  - George III
  - Spencer Perceval
  - Robert Jenkinson
  - Arthur Wellesley de Wellington
- États pontificaux :
  - Pie VII
- Royaume de Prusse :
  - Frédéric-Guillaume III
  - Gebhard Leberecht von Blücher
- Empire d'Autriche :
  - François Ier
  - Klemens Wenzel von Metternich
- Suède-Norvège :
  - Charles XIII
  - Charles XIV Jean
- Empire russe :
  - Alexandre Ier de Russie
  - Mikhaïl Koutouzov
  - Piotr Ivanovitch Bagration